# 大井王
大井王（おおいおう、生没年不詳）は、奈良時代の皇族・貴族。臣籍降下後の氏姓は奈良真人。官位は正五位下・丹波守。

## 経歴
天平9年（737年）無位から従五位下に直叙され、翌天平10年（738年）左大舎人頭に任ぜられる。天平12年（740年）聖武天皇の伊勢行幸に同行した際には少納言の官職にあったが、中臣忌部らとともに幣帛を奉るために伊勢大神宮に派遣され、まもなく行幸に陪従した官人らに叙位が行われると、大井王は従五位上に昇進した。翌天平13年（741年）にも正五位下と続けて昇叙される。
聖武朝末の天平19年（747年）丹波守として地方官に転じ、孝謙朝の天平勝宝3年（751年）奈良真人姓を与えられて臣籍降下している。

## 官歴
『続日本紀』による。
- 天平9年（737年） 9月28日：従五位下（直叙）
- 天平10年（738年） 閏7月7日：左大舎人頭
- 天平12年（740年） 11月3日：見少納言。11月21日：従五位上
- 天平13年（741年） 閏3月5日：正五位下
- 天平19年（747年） 11月4日：丹波守
- 天平勝宝3年（751年） 正月27日：臣籍降下（奈良真人姓）